# Canado
Der Canado war ein spanisches und portugiesisches Volumenmaß für Wein. Im Königreich Galicien war das Maß der vierte Teil eines Moyo.
Die Maßkette war 
- 1 Canado = 4 Ollas = 17 Acumbres = 68 Quartillos = 1360 Oncias
- 1 Canado = 1687,25 Pariser Kubikzoll = 33 11/25 Liter = 33,44 Liter

In Portugal war
- 1 Canado = 4 Quartillos = 70,33 Pariser Kubikzoll

Auch in Brasilien galt der Canado als Volumenmaß.
- 1 Canado = 1/6 Cantaro/Pota